# Coleochaetium capense
Coleochaetium capense là một loài Rêu trong họ Orthotrichaceae. Loài này được (Broth.) Broth. mô tả khoa học đầu tiên năm 1925.